# Молочай болотный
Молоча́й боло́тный (лат. Euphórbia palústris) — травянистое многолетнее растение рода Молочай (Euphorbia) семейства Молочайные (Euphorbiaceae).

## Ботаническое описание
Растение 60–150 см высотой, голое, сизое, нередко краснеющее. Корневище цилиндрическое, в основании под стеблями утолщённое.
Стебли прямостоячие, в числе нескольких, дудчатые, в нижней части рано обнажающиеся, у основания 7—14 мм толщиной, кверху утончающиеся, сильно ветвистые, с 1—5 пазушными цветоносами, 4—7 см и ниже со многими нецветущими ветвями, верхними иногда превышающими соцветия.
Стеблевые листья нижние — лопатчато-продолговатые, прочие — ромбически-эллиптические или обратнояйцевидные, заметно расширенные в одном месте, те и другие 2–6(7) см длиной, 5–8(23) мм шириной, обыкновенно тупые, почти сидячие, по краю хрящеватые, цельнокрайные, лишь на конце обыкновенно мелкопильчатые.
Соцветия — кистевидные тирсы. Верхушечные цветоносы в числе 5–8, неравной (3–5 см) длины, как и пазушные на конце с 2–4(5) вторичными цветоносами, большей частью ещё раз или два раза двураздельные. Листочки обёртки, как и верхние стеблевые (под цветоносами) яйцевидные или эллиптические или обратнояйцевидные, 1,6—4(5) см длиной и 1—2,2(2,3) см шириной, обыкновенно тупые и цельнокрайные; листочки обёрточек эллиптические или округлые (нижние 1,1—1,8 см длиной и 1—1,6 см шириной), тупые, более-менее желтоватые; бокальчик широко-колокольчатый, 3—3,5 мм длиной, 3,5—4,5 мм в диаметре, снаружи голый, внутри пушистый, с округлыми, зубчатыми лопастями. Нектарники поперечно-продолговатые. Столбики 1-2 мм длиной, внизу сросшиеся, глубоко двунадрезанные. Цветёт в конце июня — начале июля.
Трёхорешник реповидный, 4,5–5 мм длиной, 6–7 мм шириной, приплюснутый, глубоко трёхбороздчатый, по спинке лопастей с многочисленными, коротко-цилиндрическими, тупыми выростами, голый. Семена 3–4 мм длиной, около 2,5 мм шириной, яйцевидные, гладкие, бурые, с небольшим, тупо-коническим, сидячим придатком. Плодоносит в июле.
Вид описан из Южной Швеции.
|                                          |  |  |
| Слева направо: соцветия, соцветие, плоды |  |  |

## Распространение
Европа: Финляндия (юг), Норвегия (юг), Швеция (юг), Австрия, Чехословакия, Германия, Венгрия, Нидерланды, Польша, Швейцария, Албания, Болгария, Югославия, Греция, Италия, Румыния, Франция, Испания; территория бывшего СССР: Белоруссия, Эстония, Латвия, Литва, Европейская часть России, Украина, Кавказ (Грузия), Западная Сибирь (верховья Тобола на западе); Азия: Турция.
Растёт на заливных лугах.

## Химический состав
Растение содержит органические кислоты, дубильные вещества, катехины, флавоноиды, смолы. В семенах обнаружено жирное масло.

## Значение и применение
Ядовитое растение. Симптомы отравления: вспухание языка, рвота, обмороки, тяжелое отравление кончается гибелью животных. Крупным рогатым скотом, лошадьми, свиньями не поедается и обходится стороной, вследствие чего растение свободно разрастается на пастбище.
Используется как инсектицид (для пчёл) и ихтиоцид.

### Использование в медицине
На Северном Кавказе народной медициной применялось как сильное слабительное, против глистов, зубной боли, при водянке. Млечный сок использовали для уничтожения бородавок, мозолей, головной парши.
В народной медицине отвар травы употребляют как сильное слабительное, рвотное, антигельминтное средство, а также при гастрите, заболеваниях печени, болезнях почек, как обезболивающее при злокачественных новообразованиях; наружно — при ревматизме, лейшманиозе, дерматомикозах, а также для удаления бородавок и мозолей. Жирное масло семян употребляют при заболеваниях печени, желчевыводящих путей, как слабительное.

## Классификация

### Таксономия
Euphorbia palustris L., 1753, Sp. Pl. : 462
Вид Молочай болотный относится к роду Молочай (Euphorbia) относится к семейству Молочайные (Euphorbiaceae) порядка Мальпигиецветные (Malpighiales). Таксономическая схема в соответствии с Системой APG IV по состоянию на декабрь 2023 года:
|  |                                      |  |                                   |                                   |                      |  | ещё 35 семейств | ещё 35 семейств |                      |  |  |  | еще 2 156 подтвержденных видов и 121 вид, ожидающий подтверждения |
|  |                                      |  |                                   |                                   |                      |  | ещё 35 семейств | ещё 35 семейств |                      |  |  |  | еще 2 156 подтвержденных видов и 121 вид, ожидающий подтверждения |
|  |                                      |  |                                   | порядок Мальпигиецветные          |                      |  |                 |                 | род Молочай          |  |  |  |                                                                   |
|  |                                      |  |                                   | порядок Мальпигиецветные          |                      |  |                 |                 | род Молочай          |  |  |  |                                                                   |
|  | отдел Цветковые, или Покрытосеменные |  |                                   |                                   | семейство Молочайные |  |                 |                 | вид Молочай болотный |  |  |  |                                                                   |
|  | отдел Цветковые, или Покрытосеменные |  |                                   |                                   | семейство Молочайные |  |                 |                 |                      |  |  |  |                                                                   |
|  |                                      |  | ещё 63 порядка цветковых растений | ещё 63 порядка цветковых растений |                      |  |                 | еще 226 родов   | еще 226 родов        |  |  |  |                                                                   |
|  |                                      |  |                                   | ещё 63 порядка цветковых растений |                      |  |                 |                 | еще 226 родов        |  |  |  |                                                                   |

### Синонимы
- Euphorbia altissima var. nuda Velen.
- Euphorbia brachiata Jan
- Euphorbia palustris f. maritima Sennen
- Euphorbia palustris var. angustifolia Pers.
- Euphorbia palustris var. brinonense N.Cezard
- Euphorbia sauliana Boreau ex Boiss.
- Galarhoeus palustris Haw.
- Tithymalus fruticosus Gilib.
- Tithymalus palustris Garsault